# Буря, Артём Александрович
Артём Александрович Буря (род. 11 апреля 1986) — российский легкоатлет, специалист по прыжкам с шестом. Выступал на профессиональном уровне в 2005—2016 годах, член сборной России, победитель и призёр первенств всероссийского значения, участник ряда крупных международных стартов. Представлял Волгоградскую область. Мастер спорта России.

## Биография
Артём Буря родился 11 апреля 1986 года. Занимался лёгкой атлетикой в Волгограде, тренеры — И. Трофимов, Ю. Назаров, Т. Ф. Торофимова, Е. В. Трофимов.
Впервые заявил о себе на международном уровне в сезоне 2005 года, когда вошёл в состав российской национальной сборной и выступил на юниорском европейском первенстве в Каунасе, где в прыжках с шестом стал четвёртым.
В 2009 году одержал победу на Кубке губернатора в Волгограде.
В 2013 году на зимнем чемпионате России в Москве завоевал серебряную награду, уступив только Антону Ивакину. Позднее получил серебро на турнире «Московский вызов» и на Кубке России в Ерино, стал шестым на летнем чемпионате России в Москве. Будучи студентом, представлял страну на домашней Универсиаде в Казани — взял высоту 5,40 метра, расположившись в итоговом протоколе соревнований на седьмой строке.
В 2014 году вновь стал серебряным призёром на зимнем чемпионате России в Москве, показал четвёртый результат на летнем чемпионате России в Казани.
В 2015 году взял бронзу на Кубке губернатора в Волгограде, установив свой личный рекорд в помещении — 5,60 метра. Повторил этот результат на зимнем чемпионате России в Москве, добавив в послужной список ещё одну награду серебряного достоинства. Летом одержал победу на международном турнире в Израиле, был вторым на турнирах Германии и Испании. В Испании установил личный рекорд в прыжках с шестом на открытом стадионе — 5,65 метра. На летнем чемпионате России в Чебоксарах в финале провалил все попытки, не показав никакого результата.
В 2016 году стал шестым на зимнем чемпионате России в Москве и на летнем чемпионате России в Чебоксарах.